# Reda
Reda este un oraș în Polonia. În 2015 avea 23821 de locuitori.